# West India Docks
I West India Docks erano una serie di tre moli, banchine e magazzini costruiti sull'isola di Dogs a Londra, per importare ed esportare merci, e occasionalmente passeggeri, verso le Indie occidentali britanniche. Il primo venne aperto nel 1802. Dopo la loro chiusura commerciale, nel 1980, lo sviluppo di Canary Wharf è stato costruito intorno alle darsene restringendo alcuni dei loro tratti più ampi.

## Storia

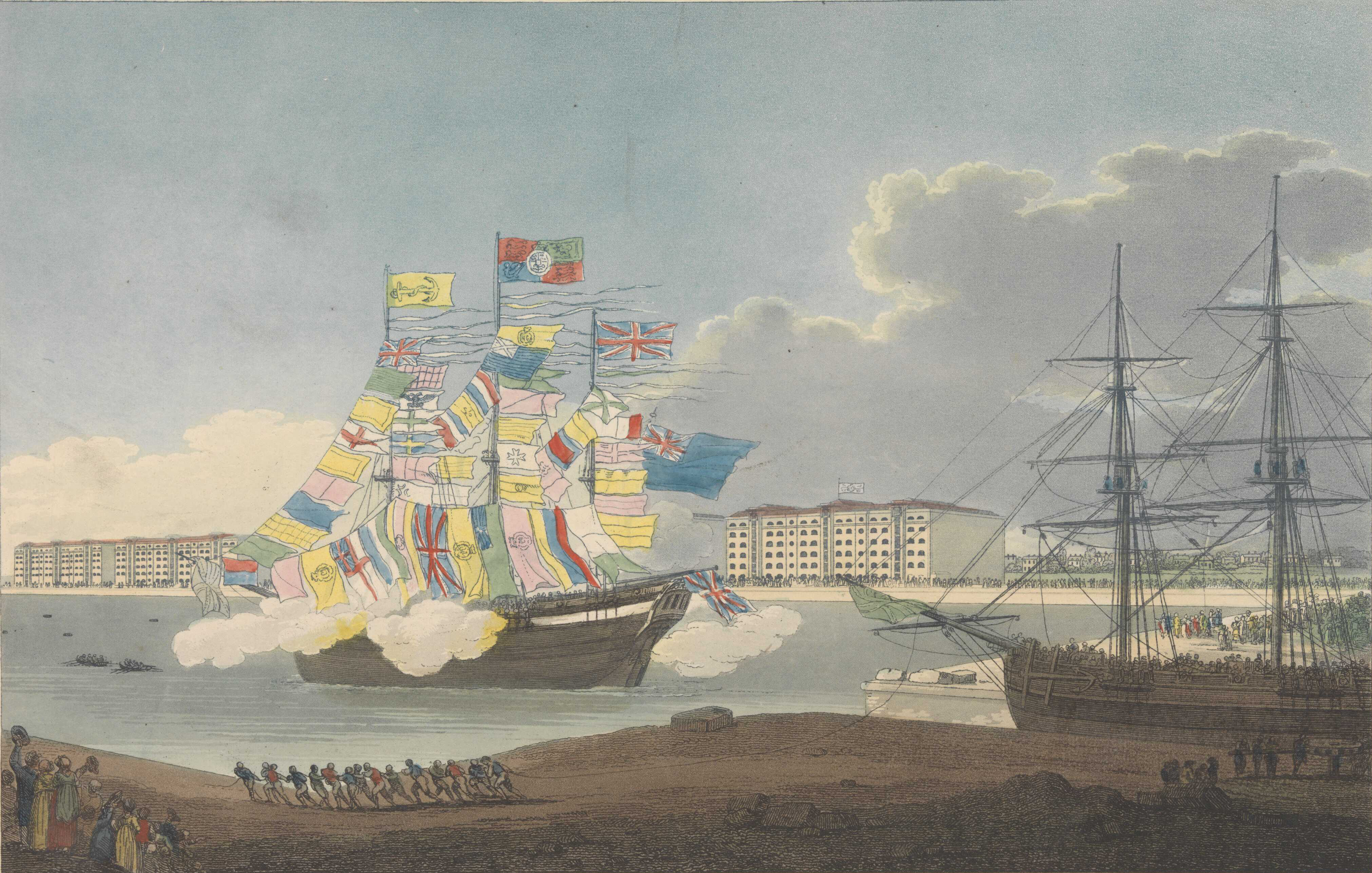
La Henry Addington scelta come prima nave ad entrare nel Grand Dock, il 27 agosto 1802, seguita dalla Echo, la seconda nave ad entrare.

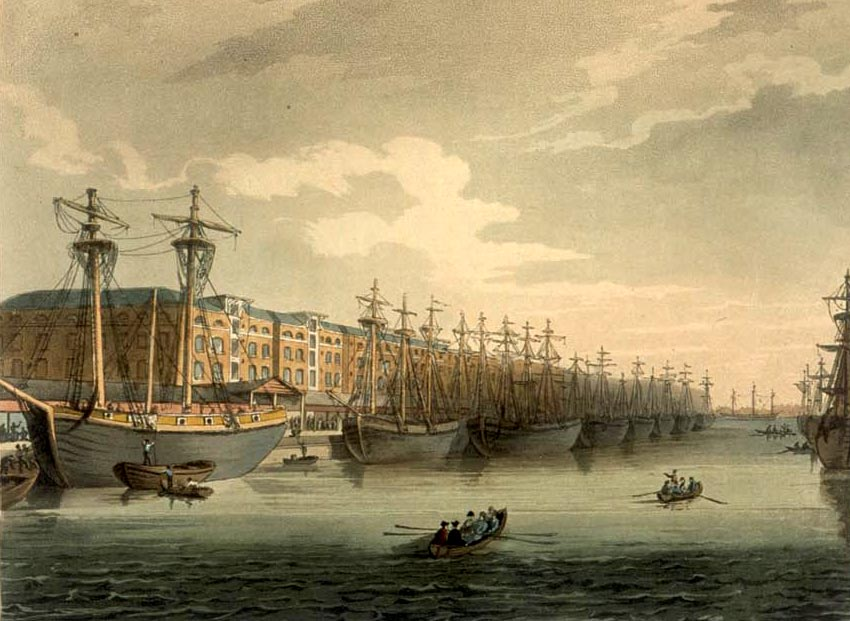
West India Docks di Augustus Pugin e Thomas Rowlandson (figure) dal Microcosmo di Londra di Rudolph Ackermann, o Londra in miniatura (1808-11).

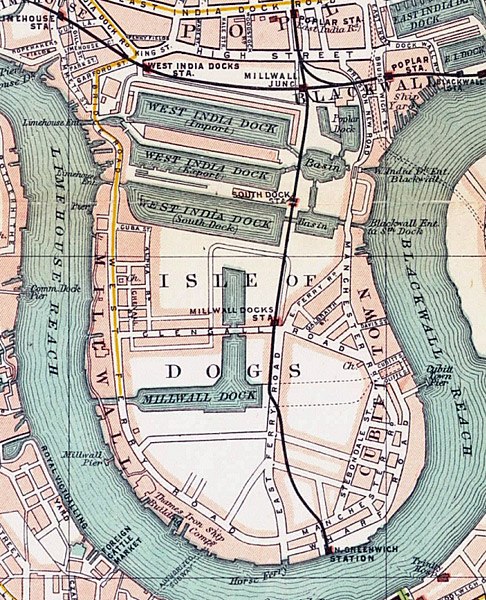
Mappa dell'Isle of Dogs che mostra i moli da The Pocket Atlas e Guide to London, 1899

### Storia antica
Robert Milligan, di famiglia scozzese, (c. 1746 – 1809) fu in gran parte autore della costruzione dei West India Docks. Era un ricco proprietario di schiavi delle Indie occidentali, mercante e armatore, che tornò a Londra dopo aver gestito le piantagioni di zucchero della sua famiglia in Giamaica. Indignato per le perdite dovute al furto e al ritardo nei moli lungo il Tamigi, Milligan si mise a capo di un gruppo di potenti uomini d'affari, tra cui il presidente della London Society of West India Planters and Merchants, George Hibbert, un proprietario di schiavi, commerciante, politico e proprietario, che promosse la creazione di una darsena cinta da un alto muro. Il gruppo progettò e costruì West India Docks, facendo pressioni sul Parlamento per consentire la creazione di una West India Dock Company. Milligan divenne sia vicepresidente che presidente della West India Dock Company. I moli furono autorizzati dal West India Dock Act del 1799.
Le banchine vennero costruite in due fasi. I due moli settentrionali furono costruiti tra il 1800 e il 1802 per la West India Dock Company su progetto dell'ingegnere civile William Jessop (John Rennie era un consulente e fu coinvolto anche Thomas Morris, il terzo ingegnere portuale di Liverpool mentre Ralph Walker fu nominato ingegnere residente), e furono i primi bacini commerciali a Londra. Il 12 luglio 1800 il Primo ministro britannico William Pitt il Giovane e il Lord Cancelliere Loughborough furono assistiti da Milligan e Hibbert nella cerimonia di posa della prima pietra. Le banchine furono formalmente aperte il 27 agosto 1802 quando la nave Henry Addington vuota fu trainata trami funi. Seguì la Echo, una nave carica di merci provenienti dalle Indie Occidentali. Per i successivi 21 anni tutte le navi del commercio con l'India occidentale che utilizzavano il porto di Londra furono obbligate a utilizzare i moli dell'India occidentale da una clausola dell'Atto del Parlamento che ne aveva consentito la costruzione.
Il molo meridionale, il South West India Dock, in seguito noto come South Dock, fu costruito nel 1860, in sostituzione del non redditizio City Canal, costruito nel 1805. Nel 1909 la Port of London Authority (PLA) rilevò i West India Docks, insieme agli altri moli chiusi da St Katharines a Tilbury.

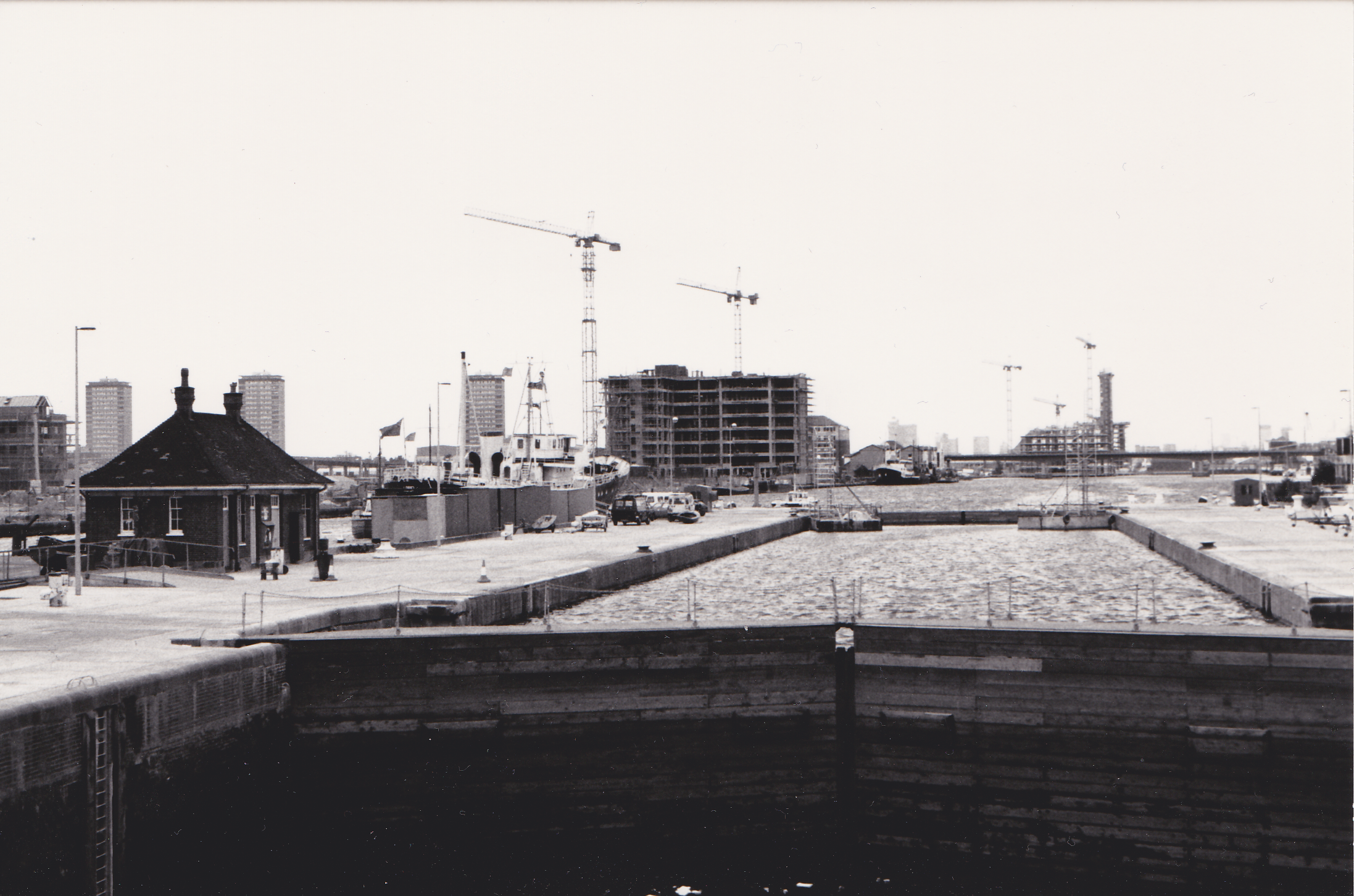
South Dock negli anni 1980

Dal 1960 al 1980, il commercio nelle banchine scese quasi a zero. C'erano due ragioni principali. In primo luogo, lo sviluppo dei container rese inefficiente questo tipo di banchine relativamente piccole e gli armatori furono lenti nell'accogliere il cambiamento. In secondo luogo, le esportazioni manifatturiere che avevano mantenuto il commercio attraverso le banchine diminuirono e si allontanarono dall'area locale. Le banchine vennero chiuse nel 1981.

### Nuovo sviluppo
Dopo la chiusura dei moli, l'area è stata rigenerata come parte del progetto Docklands, ed è ora sede degli sviluppi di Canary Wharf. I primi edifici della prima fase di Canary Wharf furono costruiti sull'acqua, riducendo la larghezza del molo nord e del molo centrale. La stazione della metropolitana di Canary Wharf è stata costruita all'interno del molo centrale negli anni 1990. Parte dell'edificio portuale originale è stato convertito per essere utilizzato come Museum of London Docklands nel 2003.
Lo sviluppo di Crossrail Place è stato completato nel maggio 2015 e la stazione di Canary Wharf Crossrail sottostante è stata completata nel settembre 2015.

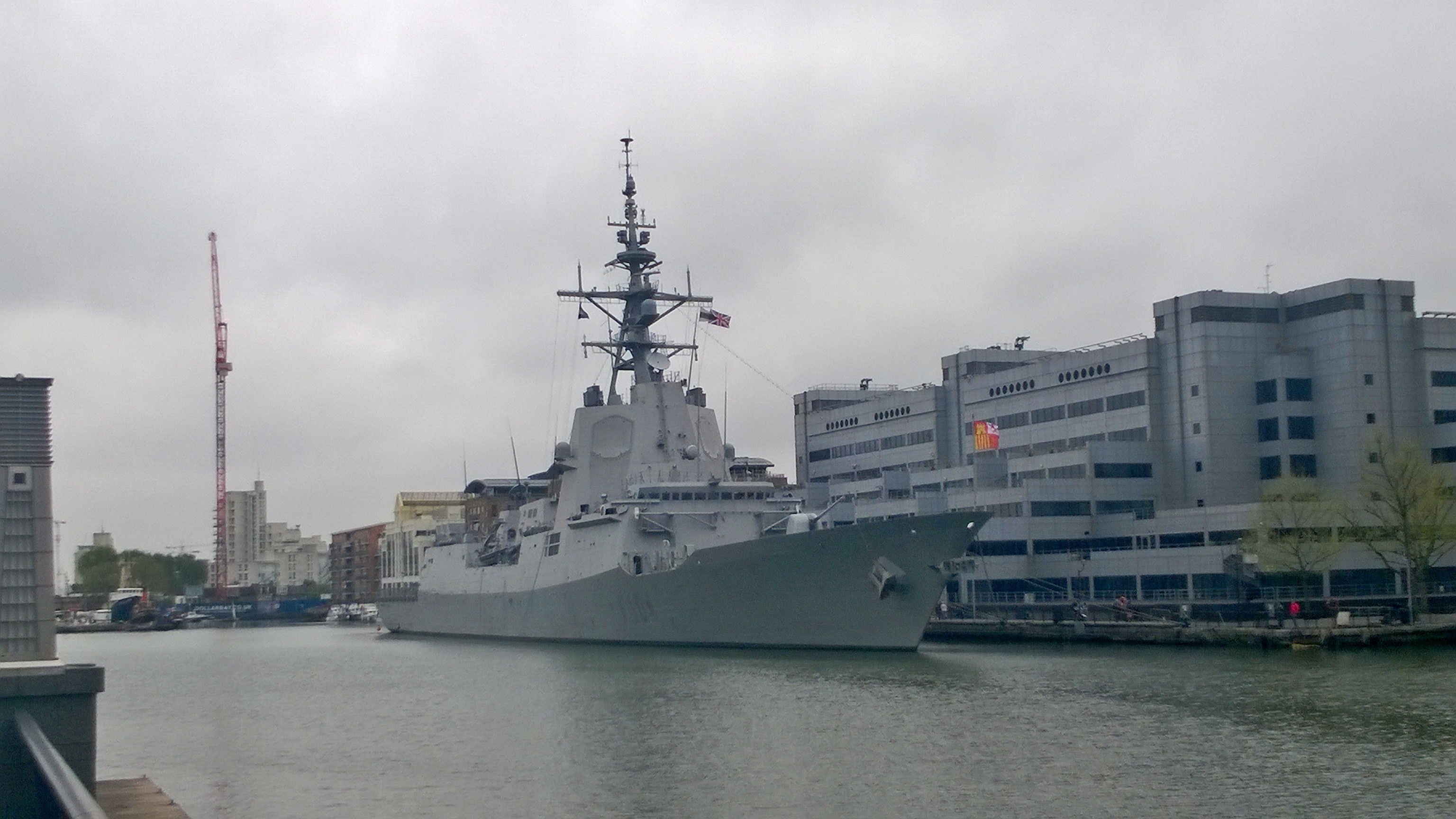
La fregata della difesa aerea spagnola Méndez Núñez ormeggiata a South Dock nel 2015

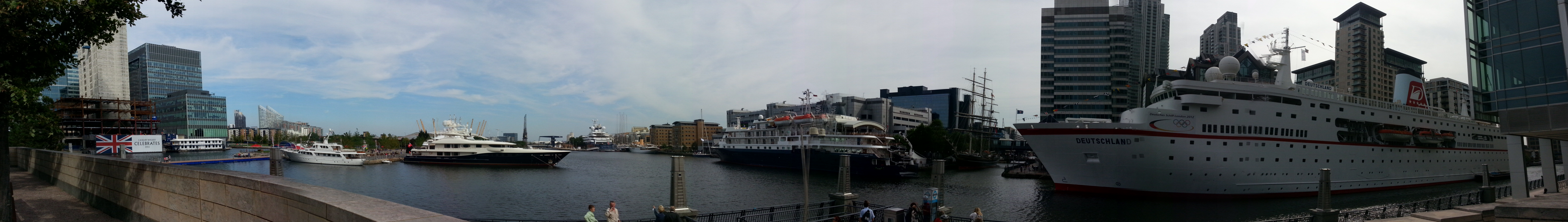
Vista panoramica delle navi ormeggiate nel molo sud del West India Docks durante le Olimpiadi estive del 2012, viste dall'angolo sud-orientale della tenuta di Canary Wharf.

## Disposizione
I moli originali consistevano in un Import Dock di 30 acri (120 000 m²)   di acqua, in seguito denominata North Dock, e un Export Dock di 24 acri (97 000 m²)  , poi denominato Middle Dock. Tra di loro, le banchine avevano una capacità combinata di far attraccare oltre 600 navi. Chiuse e bacini alle due estremità dei Docks li collegavano al fiume Tamigi. Questi erano conosciuti come Blackwall Basin e Limehouse Basin, da non confondere con il Regent's Canal Dock noto anche come Limehouse Basin. Per evitare la congestione, le navi entravano dall'estremità (orientale) del Blackwall mentre le piccole imbarcazioni entravano dall'estremità occidentale di Limehouse. Venne costruito un bacino di carenaggio per le riparazioni navali collegato al bacino di Blackwall. Successivamente, anche il Poplar Dock della North London Railway fu collegato al Blackwall Basin.
Il design dei Docks consentiva a una nave in arrivo dalle Indie Occidentali di scaricare nel molo settentrionale, navigare intorno al molo meridionale e caricare il carico per l'esportazione in una frazione del tempo che aveva impiegato in precedenza nei tratti superiori fortemente congestionati e pericolosi del Tamigi. Intorno all'Import Dock venne costruita una linea continua di magazzini di cinque piani, progettati dall'architetto George Gwilt e da suo figlio, anch'egli di nome George. L'Export Dock aveva bisogno di meno edifici poiché le merci venivano caricate direttamente sulle navi. Per proteggersi dai furti, l'intero complesso era circondato da un muro di mattoni alto 6 metri.
I tre moli erano inizialmente separati, con i due nord interconnessi solo tramite il bacino a ciascuna estremità e il bacino sud collegato tramite una serie di tre bacini all'estremità orientale. L'accesso alla ferrovia era molto difficile. Sotto il controllo del PLA, furono effettuati tagli per collegare i tre moli in un unico sistema e furono riempiti i collegamenti con il Tamigi all'estremità occidentale, insieme al bacino di Limehouse e con esso il collegamento occidentale tra i due moli settentrionali. Ciò consentì un migliore accesso stradale e ferroviario da nord e da ovest. South Dock era anche collegato all'estremità nord del Millwall Dock e la sua chiusa orientale allargata divenne l'unico ingresso dal Tamigi all'intero sistema dell'India occidentale e del Millwall.